# 新幹線E926形電車
新幹線E926形電車（しんかんせんE926がたでんしゃ）は、東日本旅客鉄道（JR東日本）の検測用新幹線電車（電気・軌道総合検測車）である。East i（イーストアイ）の愛称を持つ。

## 概要
JR東日本管内の新幹線では1982年の東北新幹線および上越新幹線の開業以来、架線・軌道検測には925形（921形含む）が使用されていたが、営業列車の速度向上に加えて、山形新幹線と秋田新幹線という925形では入線不可能なミニ新幹線の開業、さらに車両自体の老朽化といった課題に直面した。これに伴い、営業列車の最高速度275km/h（当時）と同じ速度での検測データが必要とされたこと、最高速度が上昇したダイヤの都合や検測時間の短縮が必要とされたこと、新幹線と在来線を直接行き来できる新在直通可能な検測車両が求められたことなどを受け、2001年に在来線の車両限界に合わせたE3系をベースに開発された。最高速度275km/hは登場時、検測車両としては世界最速であった（この記録は後に中国のCRH2C-2061によって破られた）。
愛称名の「East i」は、次世代の総合試験車に相応しい愛称名として、「East」はJR東日本の「東」、「i」は「intelligent」「integrated」「inspection」という意味を持たせている。
新幹線の検測列車は10日に一度程度走るが、運行ダイヤは非公表であり、鉄道ファンを中心に「見ると幸せになる」と縁起物のような存在になっている。
車両基地で有料公開することもあるが、2023年3月26日には大宮駅において、営業路線のプラットホームでは初の有料見学会が開催された。3月22日 - 3月23日に一般客を乗せての初の有料運転を行った東海旅客鉄道（JR東海）の「ドクターイエロー」と同様に、コロナ禍による鉄道乗客の減少を受けた収益確保策の一環と報じられている。

## 構造
6両編成1本と軌道検測車の予備車1本の計7両が東急車輛製造で製造された。配電盤の配置などベースとなったE3系の構造はできるだけ踏襲され、必要な部分のみ変更されている。
車両開発のコンセプトは「未来性」と「ヒューマンフレンドリー」で、21世紀をリードする「世界一の新幹線総合検測車」を目指した。
なお単独走行でのみの使用であるため、併合機能は持っていない。

### 車体

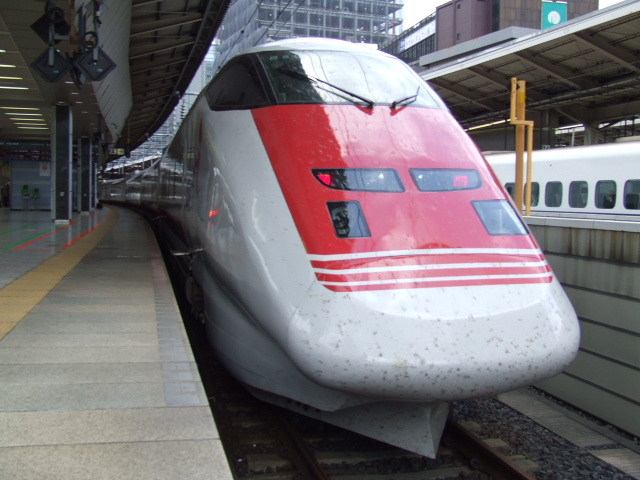
車両前面

前述の開発ニーズから、在来線の車両限界に合わせられたミニ新幹線規格の山形新幹線区間および秋田新幹線区間でも運用できるように、車体はE3系をベースとしたアルミニウム合金製で側引戸にはステップ装置とプラグドア装置が採用されているが、1号車・3号車に側引戸がないことや機器搬入口を設けたこと、前方画像収録装置の設置や側窓の配置を室内設備に合わせているため6号車の左側面は1枚、4号車の右側面は2枚のみとなっていることなどが特徴である。また商用電源周波数の境界を越えて運行される北陸新幹線でも対応できるように、電源周波数60Hzにも対応している。
エクステリアデザインコンセプトは、JR東日本の中期経営構想『ニューフロンティア21』を意識した「21世紀のフロンティア（開拓者）」とされ、車体塗装は923形までの黄色系統から変わり、「21世紀」をイメージした白ベースに「フロンティア」をイメージした赤い帯が入ったデザインとなっている。なおこの塗装は、JR東日本の在来線向け検測車両（E491系・キヤE193系）にも採用されている。

### 走行・制御機器
主変圧器（TM205）、主変換装置（CI5D）、主電動機（MT205/連続定格出力300kW）はE3系と同等品である。
北陸新幹線の碓氷峠区間での30‰急勾配において2M車カット状態で走行可能とするため、MT比は5M1T（M1c+M2+T+M2+M1+M2c）と高めに設定され、周波数50/60Hz切替装置や30‰急勾配登坂モーター、抑速ブレーキ切替装置も装備しているほか、E2系と同様勾配支援機能を有している。
そのほか補機類の補助電源装置として、SC206A（容量77kVA）が3号車に2基搭載されている。

### 検測装置
検測技術の発達により、最新の計測装置が搭載され、925形が非対応であったDS-ATCやデジタル列車無線装置にも対応したものとなっている。また検査項目数が925形の59から88に拡大されたほか、検査データ処理の迅速化が図られている。
信号関係の検測は両先頭車で行い、それに関係する車上子が先頭部床下に設置されている。そのため、信号関係の検測を行う際には、検測データの精度向上のために前位（運転台寄り）台車の主電動機をカットし、4M2T相当での走行に切り替える。この時、主変換装置の特性が切り替わり、健全時と同等の加速度およびブレーキ負担割合の変更を行う機能も搭載されている。
925形の軌道検測車（付随車）は、3台車の相対変位を測定する方式であり車体長も他の車両と比べて短かったが、E926形は検測方法が変更され、他の車両と同じ2台車で車体長も20.5mと同じになっている。形式も他号車と同じくE926形に含まれている。
また検測機器用補助電源装置としてSC214が2号車に搭載されている。SC214は主変圧器3次巻線（AC400V、50/60Hz）を電源としてAC100V、50Hzを出力するほか、停電用バックアップ機構を備えており、セクションを想定した3秒バックアップと停電を想定した10秒バックアップの2回路においてそれぞれ40kVAの容量を有する。さらにバックアップ用蓄電池も2号車に搭載されている。

### 台車
M車の台車は、E3系のDT207A（一部に検測用の機器を搭載できるものを使用）を搭載しており、1号車・4号車・6号車は高さ変換器付き台車を装備している。
軌道検測車（3号車）用の台車TR8012は、E3系のTR7005Aをベースとしている。具体的には、検測枠が取り付けられ、検測精度向上の観点から検測枠のオーバーハングを小さくするために車輪径は860mmから820mmに縮小、ヨーダンパも片側2本取り付け（E3系は1本）となっているほか、床上にはレーザージャイロ、床下には騒音計がそれぞれ備えられている。

### 集電装置
E3系と同じPS206形シングルアームパンタグラフが2号車・4号車・6号車に各1台ずつ設置され、2号車・6号車は走行専用のものだが4号車のものは舟体内にセンサーが取り付けられ、センサーからの光ファイバーケーブルが上枠・下枠・台枠に固定された走行・検測兼用のものとなっており、周辺には検測装置や投光器が設置されている。
E3系と同様、新幹線区間では2基、在来線区間では1基上げられる。なお、検測データの精度を確保するために4号車のパンタグラフを常に走行最前部にする必要があり、新幹線区間走行時は2号車のパンタグラフは下りのみ、6号車のパンタグラフ上りのみ使用される。
パンタグラフの上昇は運転室に設けられた専用のスイッチで行われ、車両情報制御装置の画面で上昇パターンを確認できる。またパンタグラフの上昇パターンの変更が必要な場合は、車両情報制御装置の表示画面と警告音で運転士へ注意喚起が行われる。
また北陸新幹線の電源周波数60Hzに対応するため、AC50Hz・400Vを供給する周波数変換用の補助電源装置（APU3）が2号車・3号車・4号車に1台ずつ設置されている。

### 車内および周辺機器
925形よりも1両少ない6両編成でミニ新幹線規格の小型車両であるため、車内には検測装置がぎっしりと詰め込まれている。
インテリアデザインコンセプトは、「くつろぎのある知的快適移動空間」とされ、測定機器部分は落ち着いたホワイトグレー、腰掛け部分は目に優しいグリーン、打ち合わせテーブルと妻部分は目のリフレッシュになる明るい木目調が施された。
営業用車両とは異なり乗車人員が少ないため、換気装置は給気・排気ともに換気量の少ないものを使用している。また1号車・4号車・6号車については屋根上の検測装置スペースが大きく室内の発熱量が小さいことから、AU217形（E3系用）1台と小形空調（運転室用と同一のもの）1台が設置されている。
そのほか冷却用送風機や空調装置への電源供給用に50Hzと60Hzの両区間の周波数に対応できるIGBT - PWMコンバータ・インバータで構成されたSC213（容量100kVA）が2号車・3号車・4号車に設置されている。

#### 運転室
運転室もE3系に準じたものとなっており、室内の車両情報制御装置には編成構成変更のほか、勾配対応、補助電源回路、先頭台車のMMカット、パンタグラフの上昇パターン関係などの操作機能が追加されている。

#### 1号車
1号車は通信・電力・信号関係の車両で、測定項目はオーバーラップ、渡り線装置、トロリ線高低差、電界強度、ピット誤り率、基地局特性、ATC軌道回路、信号電流レベル、前方監視などである。
屋根上には架線離隔測定装置が、床下には自動列車制御装置対応のためのATC受信器や電車電流受信器のほか、主変換装置や空気圧縮機などが設置されている。また列車無線対応のためのLCXアンテナや在来無線用アンテナも取り付けられている。

#### 2号車
2号車は信号関係及び通信関係の車両で、測定項目はATC設備、信号電流レベルおよび周波数、信号種別などである。
車内には測定用電源が搭載されているほか、床下には主変換装置や主変圧器、補助電動空気圧縮機などが設置されている。

#### 3号車
3号車は軌道検測車で、測定項目は軌道設備、レール軌間の高低および水準、軸重、横圧などである。
専用の軌道検測用台車を履いており、床下には電動空気圧縮機や補助電源用の静止形インバータ装置などのほか、検測装置が搭載されているためE3系とは配電盤の配置が異なり、また床面の高さが他の車両よりも100mm高くなっている。

#### 4号車
4号車は電力測定を担当し、測定項目はトロリ線の摩擦、偏位、高さ、硬点、パンタグラフからの衝撃、集電状態の監視などである。
走行・検測兼用パンタグラフの監視用に観測ドームが設けられている。床下には自動列車制御装置対応のためのトランスポンダ車上子や列番車上子、地点検知車上子のほか、主変換装置や主変圧器、補助電動空気圧縮機などが搭載されている。

#### 5号車
5号車は電力・信号関係の車両で、測定項目は切替無電圧時間、切替総合時間、電車線電圧、電車電流である。
床下には主変換装置や電動空気圧縮機などが設置されており、また車両後位側車端部には、流し・洋式便所・男子用小便所が設けられている。
なお空車重量は42.1tと、電動車ながら編成中で最も軽い車両となっている。

#### 6号車
6号車は信号・電力関係の車両で、測定項目は1号車と同じくオーバーラップ、渡り線装置、トロリ線高低差、ATC設備、周波数、信号種別、ATC軌道回路、信号電流レベル、前方監視などである。
屋根上には架線離隔測定装置が、床下には自動列車制御装置対応のためのATC受信器や電車電流受信器のほか、主変換装置や主変圧器、補助電動空気圧縮機などが設置されている。

### 編成
6両編成のうち、軌道検測車であるE926-3には、同一仕様のE926-13が存在し、一方が検査などで走行できない時でも軌道の検測が行えるようになっていたが、後述の理由により、E926-13は2015年2月4日に廃車された。
- 1号車（E926-1）：通信（LCX・在来線列車無線）・電力（架線間隔測定）・信号（ATC用）
- 2号車（E926-2）：通信・測定用電源
- 3号車（E926-3,13）：軌道
- 4号車（E926-4）：電力（集電・検測兼用パンタグラフ）
- 5号車（E926-5）：電力・信号
- 6号車（E926-6）：電力（架線間隔測定）・信号（ATC用）

|      | ← 東京・秋田駅敦賀・新潟・新庄・大曲・新函館北斗駅 → |             |                |             |             |              |
| 号車 | 1                                                    | 2           | 3              | 4           | 5           | 6            |
| 形式 | E926-1 (M1c)                                         | E926-2 (M2) | E926-3(13) (T) | E926-4 (M2) | E926-5 (M1) | E926-6 (M2c) |
| 役割 | 通信・電力・信号                                     | 通信・測定  | 軌道           | 電力        | 電力・信号  | 電力・信号   |

※ 秋田新幹線大曲 - 秋田間は進行方向が逆になるため、このようになっている。

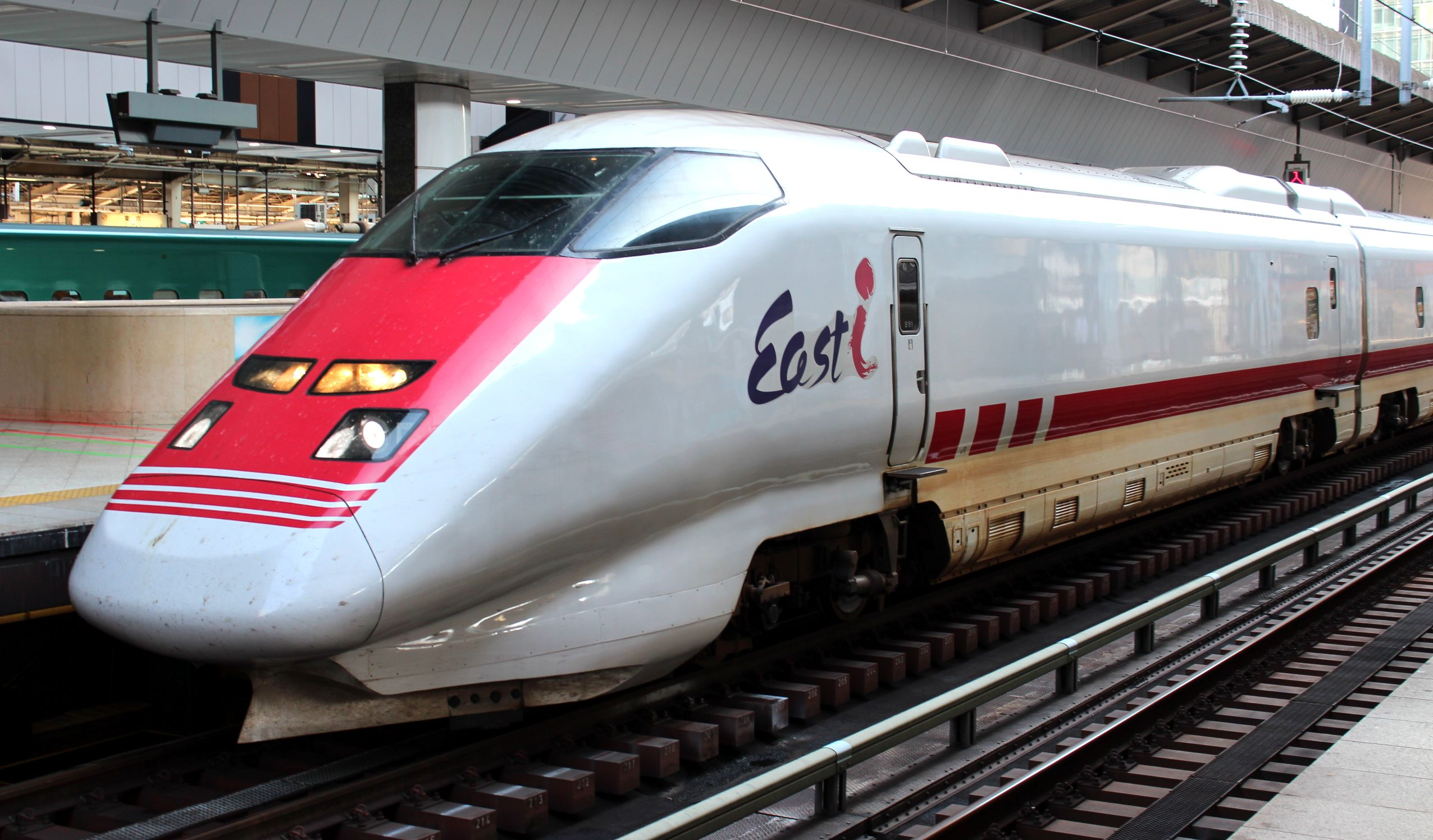
E926-1
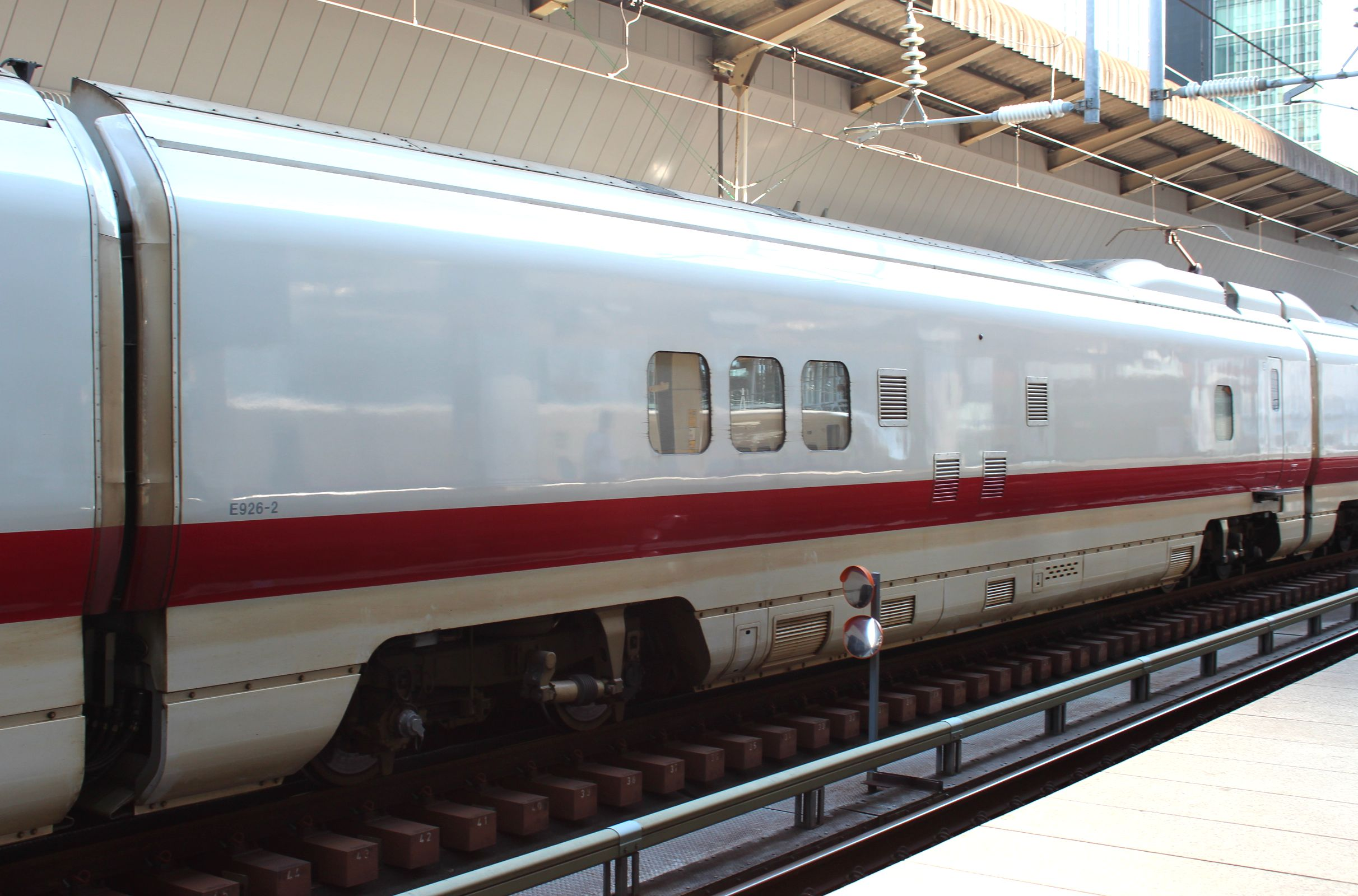
E926-2
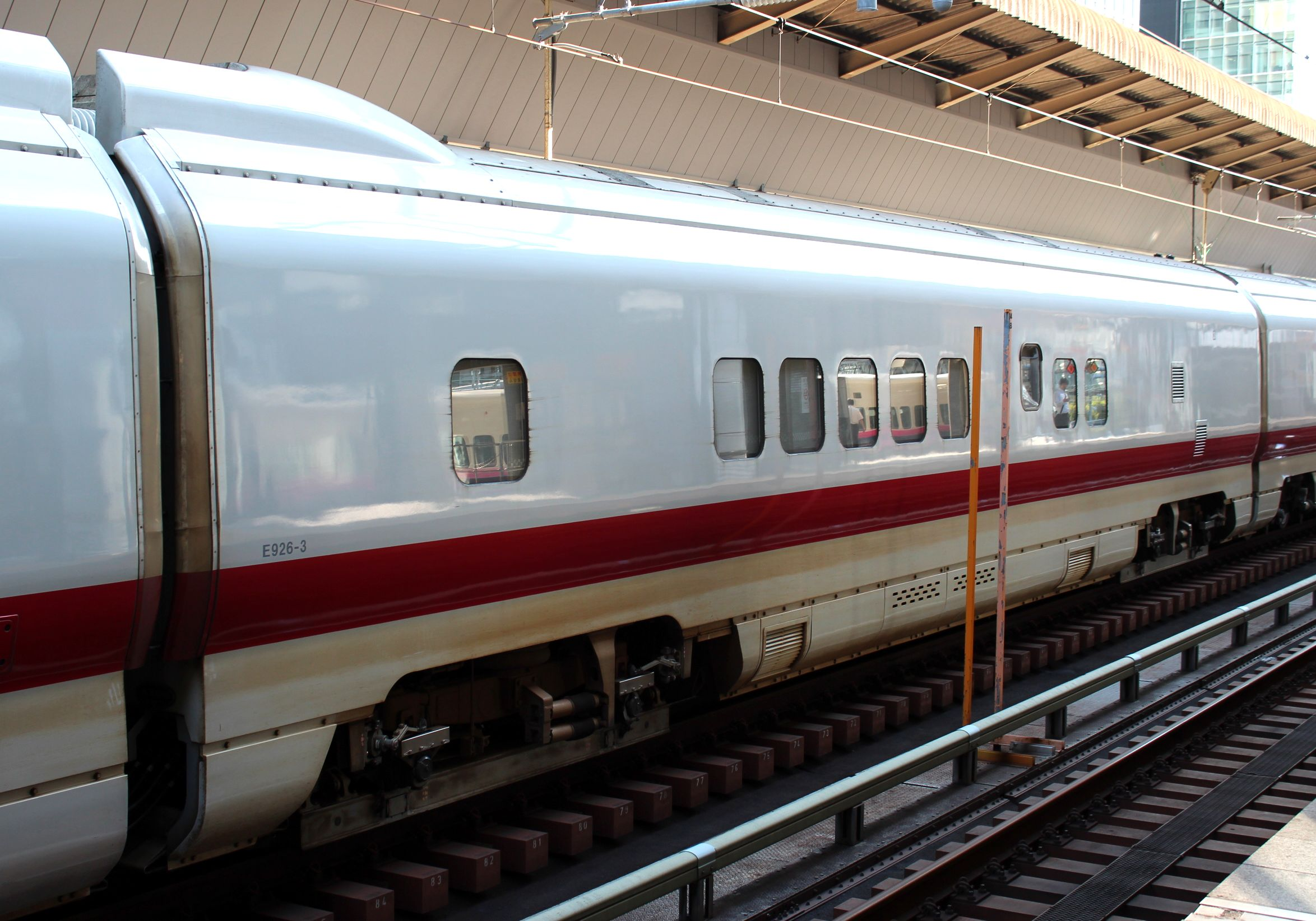
E926-3
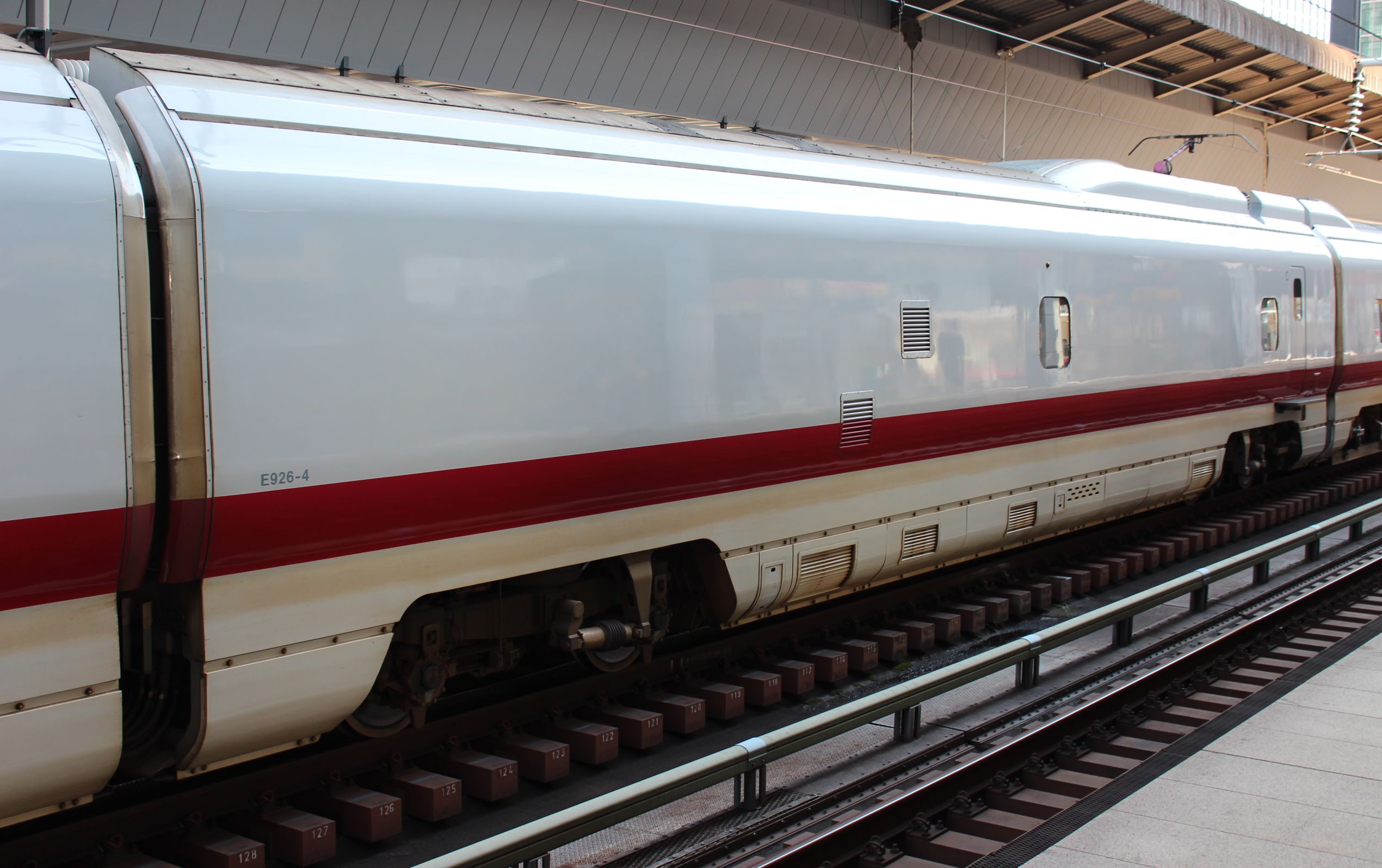
E926-4
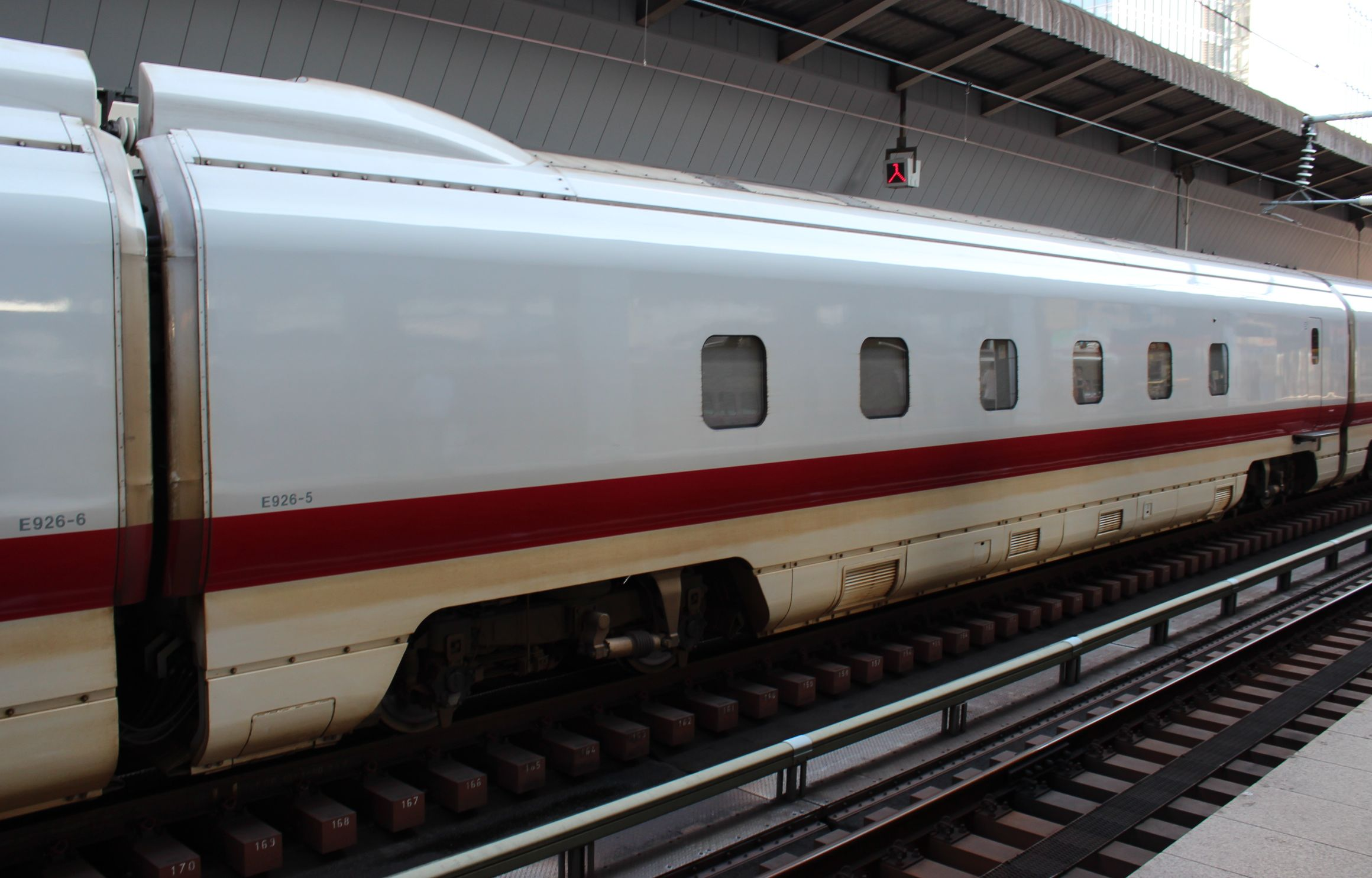
E926-5
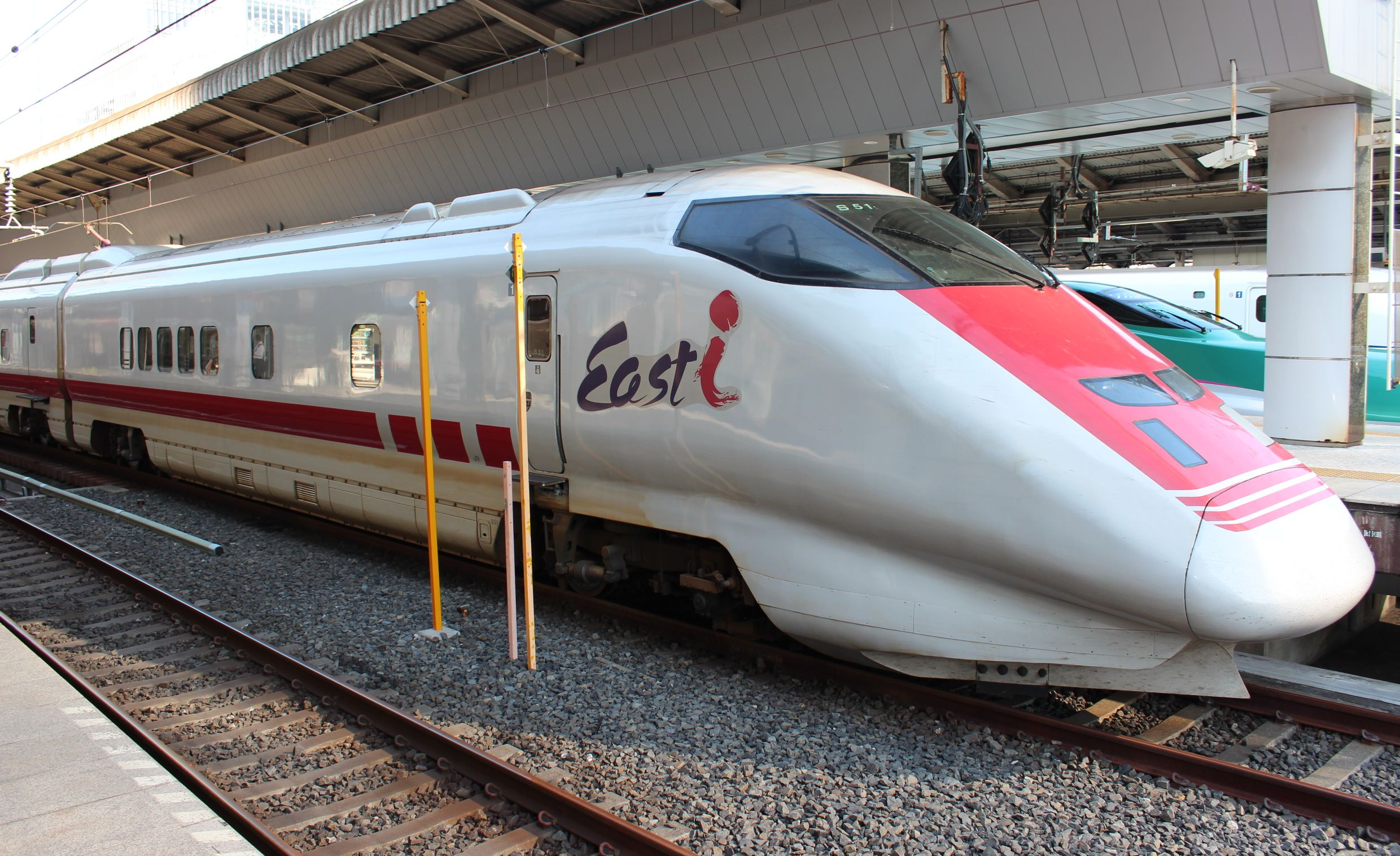
E926-6

## 運用
新幹線総合車両センターに配置され、JR東日本管内の全ての新幹線（ミニ新幹線区間を含む）に加え、東北新幹線と相互直通運転する北海道新幹線の検測に使用されている。東北・上越・北陸・北海道新幹線は10日に1回、秋田・山形新幹線は年4回の割合で走っている。
S51編成の全体が全般検査等入場中で計測走行できない時は、車両情報制御装置と無線装置に改造が施されたE2系（N21編成）の1号車と2号車の間にE926-3または13を組み込み、軌道検測を行っていた。
|         | ← 東京駅敦賀・新潟・新函館北斗駅 → |                |               |             |               |                |               |              |                |
| 号車    | 1                                  | 3              | 2             | 3           | 4             | 5              | 6             | 7            | 8              |
| N21編成 | E223-1 (T1c)                       | E926-3(13) (T) | E226-101 (M2) | E225-1 (M1) | E226-201 (M2) | E225-401 (M1k) | E226-301 (M2) | E215-1 (M1s) | E224-101 (T2c) |

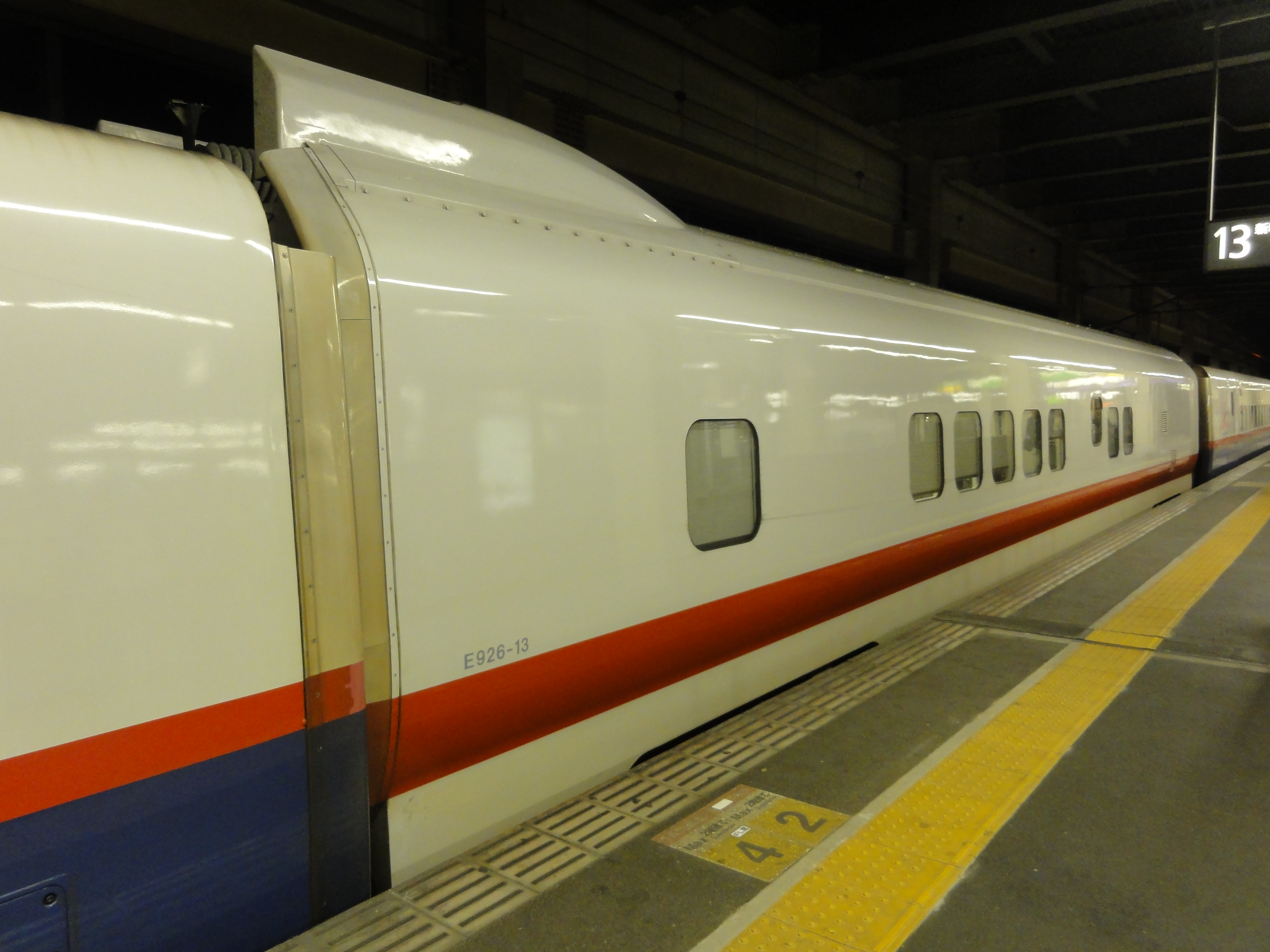
E2系N21編成に組み込まれたE926-13 （2013年11月12日 大宮駅）

また、新規区間開業前の試験走行列車にも使用されており、2013年12月2日には北陸新幹線長野 - 金沢間で開業前の試験走行初列車として運行された。

## 廃車
軌道検測車の予備車であったE926-13は、運行に使用するE2系N21編成の廃車時期と検測機器の老朽更新時期が重なることからそれ以降の検査体制について検討が行われ、その結果営業車両に検測装置を搭載して代替することとなった。
その後、2014年までに慣性正矢軌道検測装置を搭載したE5系U28編成およびE7系F10編成、W7系W5,W6編成が落成したため、E926-13は2015年2月4日に廃車された。

### 注訳
1. ↑  E926形登場以前は、検測には専用のEM120形が使用されていた。
2. ↑  ベースとなったE3系0番台6両編成のMT比は4M2T（M1sc+M2+T1+T2+M1+M2c）である。

### 記事全体の出典
- 『鉄道ファン』2001年12月号 No.488：E926形「East i」（pp.61-67）
- 『鉄道ファン』2006年2月号 No.538：「ドクターイエロー」ファミリー（pp.91-95）
- 『鉄道ジャーナル』2001年12月号 通巻422「イースト・アイ E926形 新幹線電気・軌道総合試験車の概要」pp.75-79
- 『鉄道ピクトリアル』2001年12月号 No.710「JR東日本E926形イースト・アイ」p.76
- 『鉄道ダイヤ情報』2001年11月号 No.211「JR東日本 E926型“イースト・アイ”（新幹線電気・軌道総合検測車）」pp.120-121
- 竹島紀元（編集/発行人） 編『鉄道ジャーナル11月号別冊 新幹線大集合』鉄道ジャーナル社〈鉄道ジャーナル〉、2004年11月1日、88 - 89頁。